# US Open 1992
Die 112. US Open 1992 fanden vom 31. August bis zum 13. September 1992 im USTA Billie Jean King National Tennis Center im Flushing-Meadows-Park in New York statt.
Titelverteidiger im Einzel waren Stefan Edberg bei den Herren sowie Monica Seles bei den Damen. Im Herrendoppel waren John Fitzgerald und Anders Järryd, im Damendoppel Pam Shriver und Natallja Swerawa und im Mixed Manon Bollegraf und Tom Nijssen Titelverteidiger. Edberg und Seles konnten beide ihre Titel in den Einzelwettbewerben verteidigen. Auch Natallja Swerawa wiederholte ihren Erfolg im Damendoppel, allerdings diesmal mit Gigi Fernández.
Im Herreneinzel besiegte Stefan Edberg im Finale Pete Sampras. Es war sein zweiter US-Open-Titel und sein insgesamt sechster und letzter Grand-Slam-Erfolg. Damit verdrängte er Jim Courier erneut von der Weltranglistenspitze.
Bei den Damen gewann Monica Seles das Endspiel gegen Arantxa Sánchez Vicario. Es war der zweite Triumph von Seles bei den US Open und bereits ihr siebter Grand-Slam-Titel. Damit hatte sie zum zweiten Mal in Folge drei Grand-Slam-Turniere innerhalb eines Kalenderjahres gewonnen und 1992 stand sie bei allen vier im Finale.

## Herreneinzel
Sieger:  Stefan Edberg
Finalgegner:  Pete Sampras
Endstand: 3:6, 6:4, 7:65, 6:2

### Setzliste
| Nr. | Spieler          | Erreichte Runde |
| --- | ---------------- | --------------- |
| 01. | Jim Courier      | Halbfinale      |
| 02. | Stefan Edberg    | Sieg            |
| 03. | Pete Sampras     | Finale          |
| 04. | Michael Chang    | Halbfinale      |
| 05. | Goran Ivanišević | 3. Runde        |
| 06. | Petr Korda       | 1. Runde        |
| 07. | Boris Becker     | Achtelfinale    |
| 08. | Andre Agassi     | Viertelfinale   |

| Nr. | Spieler            | Erreichte Runde |
| --- | ------------------ | --------------- |
| 09. | Ivan Lendl         | Viertelfinale   |
| 10. | Carlos Costa       | Achtelfinale    |
| 11. | Michael Stich      | 2. Runde        |
| 12. | Wayne Ferreira     | Viertelfinale   |
| 13. | Guy Forget         | Achtelfinale    |
| 14. | MaliVai Washington | Achtelfinale    |
| 15. | Richard Krajicek   | Achtelfinale    |
| 16. | John McEnroe       | Achtelfinale    |

## Dameneinzel
Siegerin:  Monica Seles
Finalgegnerin:  Arantxa Sánchez Vicario
Endstand: 6:3, 6:3

### Setzliste
| Nr. | Spielerin               | Erreichte Runde |
| --- | ----------------------- | --------------- |
| 01. | Monica Seles            | Sieg            |
| 02. | Steffi Graf             | Viertelfinale   |
| 03. | Martina Navratilova     | 2. Runde        |
| 04. | Gabriela Sabatini       | Viertelfinale   |
| 05. | Arantxa Sánchez Vicario | Finale          |
| 06. | Jennifer Capriati       | 3. Runde        |
| 07. | Mary Joe Fernández      | Halbfinale      |
| 08. | Conchita Martínez       | 1. Runde        |

| Nr. | Spielerin                 | Erreichte Runde |
| --- | ------------------------- | --------------- |
| 09. | Manuela Maleeva-Fragniere | Halbfinale      |
| 10. | Jana Novotná              | 1. Runde        |
| 11. | Anke Huber                | 1. Runde        |
| 12. | Nathalie Tauziat          | 2. Runde        |
| 13. | Helena Suková             | Achtelfinale    |
| 14. | Zina Garrison             | Achtelfinale    |
| 15. | Katerina Maleewa          | 3. Runde        |
| 16. | Mary Pierce               | Achtelfinale    |

## Herrendoppel
Sieger:   Jim Grabb und  Richey Reneberg
Finalgegner:  Kelly Jones und  Rick Leach
Endstand: 3:6, 7:62, 6:3, 6:3

### Setzliste
| Nr. | Paarung                        | Erreichte Runde |
| --- | ------------------------------ | --------------- |
| 01. | Todd Woodbridge Mark Woodforde | Halbfinale      |
| 02. | Jim Grabb Richey Reneberg      | Sieg            |
| 03. | John Fitzgerald Anders Järryd  | Achtelfinale    |
| 04. | Kelly Jones Rick Leach         | Finale          |
| 05. | Jakob Hlasek Marc Rosset       | 2. Runde        |
| 06. | John McEnroe Michael Stich     | Halbfinale      |
| 07. | Tom Nijssen Cyril Suk          | Achtelfinale    |
| 08. | Steve DeVries David Macpherson | 2. Runde        |

| Nr. | Paarung                             | Erreichte Runde |
| --- | ----------------------------------- | --------------- |
| 09. | Patrick Galbraith Danie Visser      | Achtelfinale    |
| 10. | Luke Jensen Laurie Warder           | 1. Runde        |
| 11. | Mark Kratzmann Wally Masur          | 2. Runde        |
| 12. | Scott Davis David Pate              | Achtelfinale    |
| 13. | Sergio Casal Emilio Sánchez Vicario | Viertelfinale   |
| 14. | Ken Flach Todd Witsken              | 2. Runde        |
| 15. | Grant Connell Glenn Michibata       | Achtelfinale    |
| 16. | David Adams Andrei Olchowski        | 1. Runde        |

## Damendoppel
Siegerinnen:   Gigi Fernández und  Natallja Swerawa
Finalgegnerinnen:  Jana Novotná und  Larisa Neiland
Endstand: 7:64, 6:1

### Setzliste
| Nr. | Paarung                               | Erreichte Runde |
| --- | ------------------------------------- | --------------- |
| 01. | Jana Novotná Larisa Savchenko-Neiland | Finale          |
| 02. | Arantxa Sánchez Vicario Helena Suková | Halbfinale      |
| 03. | Gigi Fernández Natallja Swerawa       | Sieg            |
| 04. | Martina Navratilova Pam Shriver       | Halbfinale      |
| 05. | Mary Joe Fernández Zina Garrison      | Viertelfinale   |
| 06. | Lori McNeil Rennae Stubbs             | Viertelfinale   |
| 07. | Sandy Collins Stephanie Rehe          | Achtelfinale    |
| 08. | Patty Fendick Andrea Strnadová        | Viertelfinale   |

| Nr. | Paarung                             | Erreichte Runde |
| --- | ----------------------------------- | --------------- |
| 09. | Conchita Martínez Mercedes Paz      | Achtelfinale    |
| 10. | Jill Hetherington Kathy Rinaldi     | Achtelfinale    |
| 11. | Leila Mes’chi Elna Reinach          | Achtelfinale    |
| 12. | Rachel McQuillan Claudia Porwik     | Viertelfinale   |
| 13. | Isabelle Demongeot Nathalie Tauziat | Achtelfinale    |
| 14. | Katerina Maleewa Barbara Rittner    | 1. Runde        |
| 15. | Alexia Dechaume Florencia Labat     | 1. Runde        |
| 16. | Elizabeth Smylie Robin White        | 2. Runde        |

## Mixed
Sieger:  Nicole Provis und  Mark Woodforde
Finalgegner:  Helena Suková und  Tom Nijssen
Endstand: 6:2, 7:62

### Setzliste
| Nr. | Paarung                                 | Erreichte Runde |
| --- | --------------------------------------- | --------------- |
| 01. | Todd Woodbridge Arantxa Sánchez Vicario | Achtelfinale    |
| 02. | Kelly Jones Gigi Fernández              | 1. Runde        |
| 03. | Cyril Suk Larisa Savchenko-Neiland      | 1. Runde        |
| 04. | Rick Leach Zina Garrison                | Viertelfinale   |

| Nr. | Paarung                           | Erreichte Runde |
| --- | --------------------------------- | --------------- |
| 05. | Tom Nijssen Helena Suková         | Finale          |
| 06. | Mark Woodforde Nicole Provis      | Sieg            |
| 07. | Patrick Galbraith Elna Reinach    | Halbfinale      |
| 08. | David Macpherson Rachel McQuillan | Achtelfinale    |